# Rhopalomeces minutus
Rhopalomeces minutus är en skalbaggsart som beskrevs av Schmidt 1922. Rhopalomeces minutus ingår i släktet Rhopalomeces och familjen långhorningar.
Artens utbredningsområde är Kenya. Inga underarter finns listade i Catalogue of Life.